# Mahershala Ali
Mahershala Ali (nascido Mahershalalhashbaz Gilmore; Oakland, 16 de fevereiro de 1974) é um ator, produtor e rapper norte-americano.
Venceu dois Óscares de Melhor Ator Coadjuvante pelos filmes Moonlight, em 2017 e Green Book em 2019, sendo o primeiro ator muçulmano a ganhar o Oscar.
A revista Time o nomeou uma das 100 pessoas mais influentes do mundo em 2019.  Em 2020, o New York Times o classificou em 23º em sua lista dos 25 maiores atores do século XXI. 

## Biografia
Ali nasceu em 1974 em Oakland, Califórnia, filho de Willicia e Phillip Gilmore. Ele foi criado em Hayward, passou boa parte da infância em Cleveland, Ohio e retornou para Oakland quando tinha quatorze anos.  O incomum nome de nascimento de Ali é derivado do livro bíblico de Isaías 8,1-3, onde o nome normalmente aparece como Maher-shalal-hash-baz, que é um nome hebreu considerado o maior nome próprio da bíblia. Cresceu como cristão por influência da sua mãe, mais tarde se converteu ao islamismo, mudando seu sobrenome de Gilmore para Ali, e se juntou à comunidade muçulmana Ahmadiyya em 1999, aos 25 anos. Seu pai foi ator  na Broadway. Ele frequentou  Saint Mary's College of California.
Embora Ali tenha entrado na faculdade de St. Mary com uma bolsa de atleta de basquete, ele se desanimou com a ideia de uma carreira esportiva devido ao tratamento dado aos atletas da equipe. Ali desenvolveu um interesse em atuar, particularmente depois de participar da peça Spunk, de George C. Wolfe, que mais tarde o colocou como um aluno no California Shakespeare Theater após a sua formatura na faculdade. Após um ano sabático trabalhando na revista Gavin Report, especializada na indústria fonográfica, ele se inscreveu no curso de graduação de atuação da Universidade de Nova York, ganhando o mestrado em 2000.

### Carreira

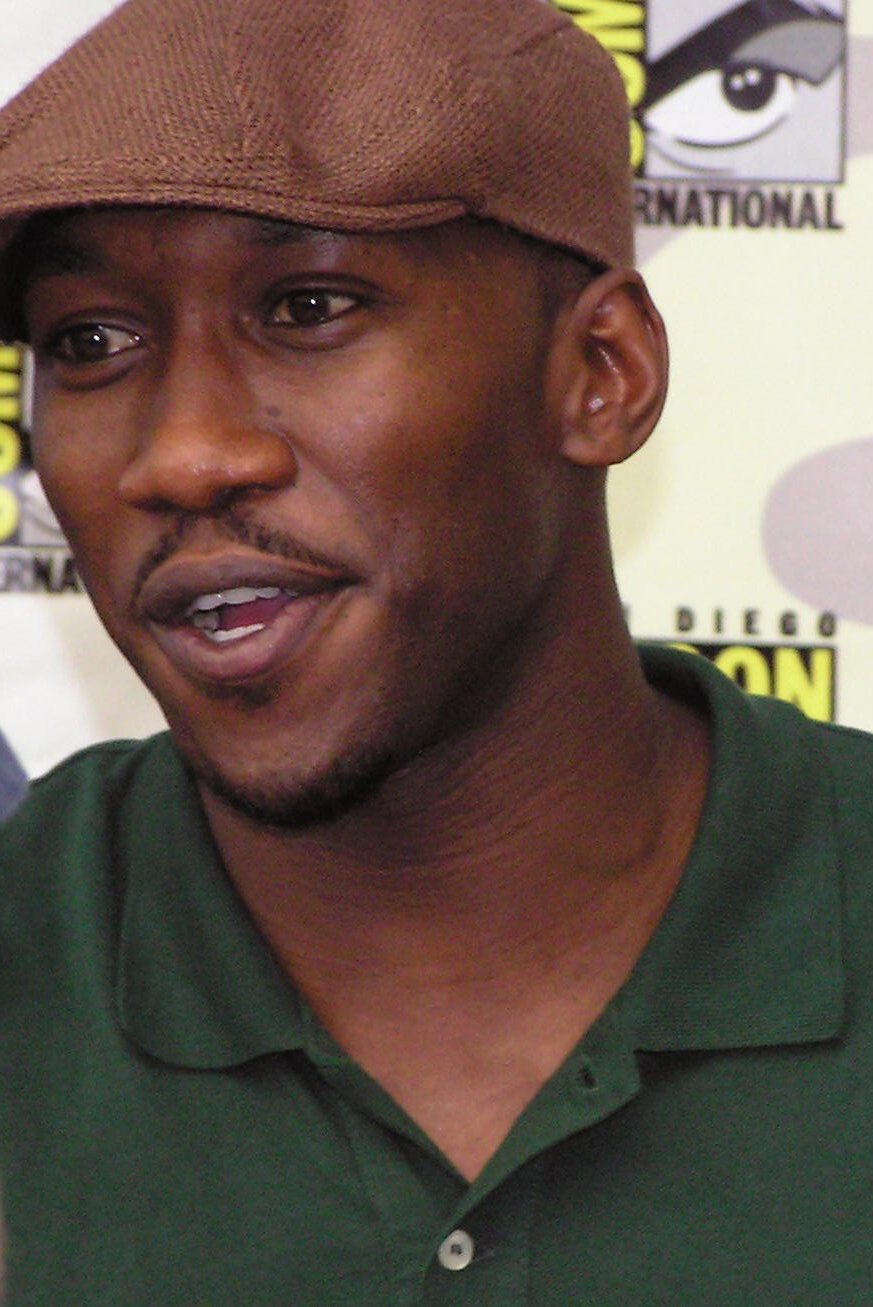
Ali na Comic-Con em 2010.

Ali era conhecido profissionalmente como Mahershalalhashbaz Ali até 2010, quando encurtou e simplificou seu nome artístico para Mahershala Ali. Entre seus trabalhos, Ali ficou mais conhecido quando interpretou o lobista Remy Danton na série House of Cards, Cornell Stokes em Luke Cage, ambas da Netflix, quando interpretou Richard Tyler na série The 4400, o Coronel Boggs na franquia Jogos Vorazes e mais recentemente, Juan em Moonlight.
Seu primeiro grande papel no cinema foi em 2008, no filme de David Fincher, O Curioso Caso de Benjamin Button, e seus outros trabalhos notáveis no cinema incluem Predadores, O Lugar Onde Tudo Termina, Um Estado de Liberdade, Estrelas Além do Tempo, franquia Jogos Vorazes e os premiados Moonlight - Sob a Luz do Luar e Green Book - O Guia.
Por sua atuação como o mentor e traficante de drogas Juan no filme indie de 2016, Moonlight - Sob a Luz do Luar, de Barry Jenkins, Mahershala chegou ao ápice de sua carreira, foi aclamado pela crítica especializada e ganhou o Óscar de melhor ator coadjuvante, o SAG Awards e o Prêmio Critics Choice de Melhor Ator Coadjuvante e recebeu uma indicação ao Globo de Ouro e ao BAFTA.
Foi o primeiro ator muçulmano a ganhar um Óscar na história.
Em 2017, foi divulgado que Ali era cotado para ser o protagonista da próxima temporada da aclamada série True Detective, da HBO. Em julho, o presidente da emissora, Casey Bloys, confirmou o ator no papel de protagonista da nova temporada da série. Em julho de 2019 foi indicado ao Emmy Awards, prêmio mais importante da TV norte-americana, pelo papel na série na categoria melhor ator em minissérie ou telefilme. 
Em julho de 2019 na San Diego Comic-Con, Mahershala foi confirmado como o novo intérprete do personagem Blade em uma nova produção sobre o herói dos quadrinhos na fase 4 do Universo Cinematográfico Marvel. Kevin Feige, presidente da Marvel Studios, falou que partiu do próprio ator a vontade de interpretar o personagem, depois de uma ligação do mesmo para Feige após a premiação do Óscar 2019, no qual Ali ganhou sua segunda estatueta por Green Book. "Quando Mahershala Ali liga, você atende." Comentou o produtor. A data de estréia e de produção não foram divulgadas, assim como não foi informado se o novo projeto seria uma série ou um filme. 

### Rapper
Ali assinou com a gravadora Hieroglyphics Imperium Recordings no final dos anos 2000 e gravou as músicas sob o nome de Prince Ali. Ele lançou seu álbum de estreia, Club Side Service, em 2007, porém não o promoveu, para se dedicar a sua carreira de ator.

## Vida Pessoal
Mahershala é membro da Comunidade Ahmadi, um movimento religioso muçulmano. Ele é casado com a atriz Amatus-Sami Karim. Ele se converteu ao islamismo após visitar uma mesquita com a sua futura esposa, Amatus e sua mãe.
Em 22 de fevereiro de 2017, nasceu seu primeiro filho com Amatus, que recebeu o nome de Bari Najma.

## Filmografia

### Cinema
| Ano  | Título                                | Papel                  | Notas                                                |
| ---- | ------------------------------------- | ---------------------- | ---------------------------------------------------- |
| 2008 | Umi's Heart                           | Ezra                   | Curta-metragem                                       |
| 2008 | The Curious Case of Benjamin Button   | Tizzy                  |                                                      |
| 2009 | Crossing Over                         | Detetive Strickland    |                                                      |
| 2010 | Predators                             | Mombasa                |                                                      |
| 2010 | All Signs of Death                    | Gabe                   | Filme para a televisão                               |
| 2010 | The Wronged Man                       | Calvin Willis          | Filme para a televisão                               |
| 2012 | The Place Beyond the Pines            | Kofi                   |                                                      |
| 2012 | Supremacy                             | Deputado Rivers        |                                                      |
| 2013 | Go for Sisters                        | Dez                    |                                                      |
| 2014 | The Hunger Games: Mockingjay – Part 1 | Commander Boggs        |                                                      |
| 2015 | The Hunger Games: Mockingjay – Part 2 | Commander Boggs        |                                                      |
| 2016 | Kicks                                 | Marlon                 |                                                      |
| 2016 | Free State of Jones                   | Moses Washington       |                                                      |
| 2016 | Moonlight                             | Juan                   |                                                      |
| 2016 | Hidden Figures                        | Jim Johnson            |                                                      |
| 2017 | Roxanne Roxanne                       | Cross                  |                                                      |
| 2018 | Green Book                            | Dr. Don Shirley        |                                                      |
| 2018 | Spider-Man: Into the Spider-Verse     | Aaron Davis / Gatuno   | Voz                                                  |
| 2019 | Alita: Battle Angel                   | Vector                 |                                                      |
| 2021 | Eternals                              | Eric Brooks / Blade    | Cameo não creditado apenas de voz, cena pós-créditos |
| 2021 | Swan Song                             | Cameron Turner         | Também como produtor                                 |
| 2023 | Leave the World Behind                | George G.H. Washington | Filme da Netflix                                     |
| 2023 | Spider-Man: Across the Spider-Verse   | Aaron Davis / Gatuno   | Voz                                                  |
| 2024 | Taste the Revolution                  | Mac Laslow             | Filmado em 2001                                      |
| 2025 | Jurassic World Rebirth                | Duncan Kincaid         | Pós-produção                                         |
| 2025 | Wildwood                              | Brenden                | Voz; Em produção                                     |
| TBA  | Spider-Man: Beyond the Spider-Verse   | Aaron Davis / Gatuno   | Voz                                                  |
| TBA  | Blade                                 | Eric Brooks / Blade    |                                                      |

### Televisão
| Ano       | Título                            | Papel                        | Notas                                     |
| --------- | --------------------------------- | ---------------------------- | ----------------------------------------- |
| 2001–2002 | Crossing Jordan                   | Dr. Trey Sanders             | 19 episódios                              |
| 2002      | Haunted                           | Alex Dalcour                 | Episódio: "Abby"                          |
| 2002      | NYPD Blue                         | Rashard Coleman              | Episódio: "Das Boots"                     |
| 2003      | CSI: Crime Scene Investigation    | Tombs' Security Guard        | Episódio: "Lucky Strike"                  |
| 2003      | The Handler                       |                              | Episódio: "Big Stones"                    |
| 2003–2004 | Threat Matrix                     | Jelani Harper                | 15 episódios                              |
| 2004–2007 | The 4400                          | Richard Tyler                | 31 episódios                              |
| 2009      | Lie to Me                         | Detetive Don Hughes          | Episódio: "Do No Harm"                    |
| 2009      | Law & Order: Special Victims Unit | Mark Foster                  | Episódio: "Unstable"                      |
| 2011      | Lights Out                        | Death Row Reynolds           | Episódio: "Piloto não exibido"            |
| 2011–2012 | Treme                             | Anthony King                 | 6 episódios                               |
| 2011–2012 | Alphas                            | Nathan Clay                  | 12 episódios                              |
| 2012      | Alcatraz                          | Clarence Montgomery          | Episódio: "Clarence Montgomery"           |
| 2013–2016 | House of Cards                    | Remy Danton                  | 33 episódios                              |
| 2016      | Luke Cage                         | Cornell "Cottonmouth" Stokes | 7 episódios                               |
| 2017      | Comrade Detective                 | Treinador                    | Voz; Episódio: "Two Films for One Ticket" |
| 2018      | Room 104                          | Franco                       | Episódio: "Shark"                         |
| 2019      | True Detective                    | Detetive Wayne Hays          | Protagonista (3ª temporada)               |
| 2020      | Race for the White House          | Narrador                     |                                           |
| 2020      | Ramy                              | Sheikh Ali Malik             | 6 episódios                               |
| 2021      | Invincible                        | Titan (Voz)                  | 2 episódios                               |
| 2023      | Chimp Empire                      | Narrador                     | 4 episódios                               |
| TBA       | The Plot                          | Jake                         | Filmando; Minissérie                      |

## Prêmio e Indicações

### Cinema
O ano refere-se ao de lançamento do filme, e não a entrega da premiação.
| Lista de prêmios e indicações | Lista de prêmios e indicações                       | Lista de prêmios e indicações                         | Lista de prêmios e indicações       | Lista de prêmios e indicações | Lista de prêmios e indicações |
| Ano                           | Premiação                                           | Categoria                                             | Obra                                | Resultado                     |                               |
| ----------------------------- | --------------------------------------------------- | ----------------------------------------------------- | ----------------------------------- | ----------------------------- | ----------------------------- |
| 2009                          | SAG Awards                                          | Melhor elenco em cinema                               | The Curious Case of Benjamin Button | Indicado                      |                               |
| 2017                          | Boston Society of Film Critics Awards               | Melhor ator coadjuvante em cinema                     | Moonlight                           | Venceu                        |                               |
| 2017                          | Critics Choice Awards                               | Melhor ator coadjuvante em cinema                     | Moonlight                           | Venceu                        |                               |
| 2017                          | Critics Choice Awards                               | Melhor elenco em cinema                               | Moonlight                           | Venceu                        |                               |
| 2017                          | Chicago Film Critics Association Award              | Melhor ator coadjuvante                               | Moonlight                           | Venceu                        |                               |
| 2017                          | Dallas-Fort Worth Film Critics Association Awards   | Melhor ator coadjuvante                               | Moonlight                           | Venceu                        |                               |
| 2017                          | Los Angeles Film Critics Awards                     | Melhor ator coadjuvante                               | Moonlight                           | Venceu                        |                               |
| 2017                          | New York Film Critics Circle Awards                 | Melhor ator coadjuvante                               | Moonlight                           | Venceu                        |                               |
| 2017                          | New York Film Critics Online Awards                 | Melhor ator coadjuvante                               | Moonlight                           | Venceu                        |                               |
| 2017                          | San Diego Film Critics Society Award                | Melhor ator coadjuvante                               | Moonlight                           | Venceu                        |                               |
| 2017                          | St. Louis Gateway Film Critics Association Award    | Melhor ator coadjuvante                               | Moonlight                           | Venceu                        |                               |
| 2017                          | Washington D.C. Area Film Critics Association Award | Melhor ator coadjuvante                               | Moonlight                           | Venceu                        |                               |
| 2017                          | National Society of Film Critics Award              | Melhor ator coadjuvante                               | Moonlight                           | Venceu                        |                               |
| 2017                          | Austin Film Critics Association Award               | Melhor ator coadjuvante                               | Moonlight                           | Venceu                        |                               |
| 2017                          | London Film Critics' Circle Awards                  | Melhor ator coadjuvante do ano                        | Moonlight                           | Venceu                        |                               |
| 2017                          | NAACP Image Awards                                  | Melhor ator coadjuvante em cinema                     | Moonlight                           | Venceu                        |                               |
| 2017                          | Florida Film Critics Circle Awards                  | Melhor ator coadjuvante                               | Moonlight                           | Indicado                      |                               |
| 2017                          | Globo de Ouro                                       | Melhor ator coadjuvante em cinema                     | Moonlight                           | Indicado                      |                               |
| 2017                          | BAFTA Awards                                        | Melhor ator coadjuvante em cinema                     | Moonlight                           | Indicado                      |                               |
| 2017                          | Satellite Awards                                    | Melhor ator coadjuvante (drama e comédia/musical)     | Moonlight                           | Indicado                      |                               |
| 2017                          | Óscar                                               | Melhor ator coadjuvante                               | Moonlight                           | Venceu                        |                               |
| 2017                          | BET Awards                                          | Melhor ator                                           | Moonlight                           | Venceu                        |                               |
| 2017                          | SAG Awards                                          | Melhor ator secundário em cinema                      | Moonlight                           | Venceu                        |                               |
| 2017                          | SAG Awards                                          | Melhor elenco em cinema                               | Moonlight                           | Indicado                      |                               |
| 2017                          | SAG Awards                                          | Melhor elenco em cinema                               | Hidden Figures                      | Venceu                        |                               |
| 2017                          | Satellite Awards                                    | Melhor elenco em cinema                               | Hidden Figures                      | Venceu                        |                               |
| 2017                          | Critics Choice Awards                               | Melhor ator coadjuvante em cinema                     | Moonlight                           | Venceu                        |                               |
| 2019                          | Critics Choice Awards                               | Melhor ator coadjuvante em cinema                     | Green Book                          | Venceu                        |                               |
| 2019                          | Globo de Ouro                                       | Melhor ator coadjuvante em cinema                     | Green Book                          | Venceu                        |                               |
| 2019                          | SAG Awards                                          | Melhor ator secundário em cinema                      | Green Book                          | Venceu                        |                               |
| 2019                          | BAFTA Film Awards                                   | Melhor ator coadjuvante em cinema                     | Green Book                          | Venceu                        |                               |
| 2019                          | Dallas-Fort Worth Film Critics Association Awards   | Melhor ator coadjuvante                               | Green Book                          | Venceu                        |                               |
| 2019                          | Washington D.C. Area Film Critics Association Award | Melhor ator coadjuvante                               | Green Book                          | Venceu                        |                               |
| 2019                          | Óscar                                               | Melhor Ator Coadjuvante                               | Green Book                          | Venceu                        |                               |
| 2019                          | Chicago Film Critics Association Award              | Melhor ator coadjuvante                               | Green Book                          | Indicado                      |                               |
| 2019                          | NAACP Image Awards                                  | Melhor ator coadjuvante em cinema                     | Green Book                          | Indicado                      |                               |
| 2019                          | Satellite Awards                                    | Melhor ator coadjuvante (drama e comédia/musical)     | Green Book                          | Indicado                      |                               |
| 2019                          | BET Awards                                          | Melhor ator                                           | Green Book                          | Indicado                      |                               |
| 2021                          | Globo de Ouro                                       | Melhor ator em cinema - drama                         | Swan Song                           | Indicado                      |                               |
| 2021                          | BAFTA Awards                                        | Melhor ator em cinema                                 | Swan Song                           | Indicado                      |                               |
| 2021                          | Critics' Choice Super Awards                        | Melhor Ator em Filme de Ficção Científica ou Fantasia | Swan Song                           | Indicado                      |                               |
| 2021                          | NAACP Image Awards                                  | Melhor ator em cinema                                 | Swan Song                           | Indicado                      |                               |

### Televisão
| Lista de prêmios e indicações | Lista de prêmios e indicações | Lista de prêmios e indicações                          | Lista de prêmios e indicações | Lista de prêmios e indicações | Lista de prêmios e indicações |
| Ano                           | Premiação                     | Categoria                                              | Obra                          | Resultado                     |                               |
| ----------------------------- | ----------------------------- | ------------------------------------------------------ | ----------------------------- | ----------------------------- | ----------------------------- |
| 2010                          | NAACP Image Awards            | Melhor ator coadjuvante em minissérie ou filme para TV | The Wronged Man               | Indicado                      |                               |
| 2015                          | SAG Awards                    | Melhor elenco em série dramática                       | House of Cards                | Indicado                      |                               |
| 2016                          | Emmy Primetime Awards         | Melhor ator convidado em série dramática               | House of Cards                | Indicado                      |                               |
| 2016                          | Critics Choice Awards         | Melhor ator convidado em série dramática               | House of Cards                | Indicado                      |                               |
| 2019                          | Emmy Primetime Awards         | Melhor Ator em Minissérie ou Telefilme                 | True Detective                | Indicado                      |                               |
| 2019                          | Critics Choice Awards         | Melhor Ator em Minissérie ou Telefilme                 | True Detective                | Indicado                      |                               |
| 2019                          | SAG Awards                    | Melhor Ator em Minissérie ou Telefilme                 | True Detective                | Indicado                      |                               |
| 2020                          | Emmy Primetime Awards         | Melhor Ator Coadjuvante em Série de Comédia            | Ramy                          | Indicado                      |                               |